# Duccio Malagamba
Duccio Malagamba (La Spezia, 1960) è un fotografo italiano.
Nel corso di più di 25 anni di esperienza professionale ha partecipato a varie esposizioni, conferenze e giurie, ricevendo quattro "Premi Lux”, riconoscimento conferito dalla Associazione dei Fotografi Professionali di Spagna. Collabora abitualmente con prestigiosi architetti a livello internazionale come per esempio Álvaro Siza, Herzog & de Meuron, Rafael Moneo, EMBT e Coop Himmelb(l)au e le sue fotografie sono pubblicate regolarmente da riviste e case editrici specializzate di tutto il mondo.
Dopo essersi laureato in Architettura all'Università di Genova cum laude, si trasferisce a Barcellona per iniziare la sua carriera di architetto. Poco tempo dopo entra nello studio MBM Arquitectes, dove, tra l'altro, dirige il gruppo di progettazione responsabile della proposta vincitrice del concorso internazionale “Un Progetto per Siena”. Nel 1989 vince una Borsa di Studio del CNR per una ricerca sull'architettura contemporanea spagnola. Questo lavoro d'investigazione riattiva il suo interesse per la fotografia e la qualità delle sue immagini ottiene un riconoscimento generale. Nel 1991, decide dedicarsi professionalmente alla fotografia di architettura.
Insieme alla sua attività come fotografo, Duccio Malagamba è l'autore di vari articoli sulla fotografia ed architettura e dal 1995 al 2008 è stato, prima Direttore Tecnico e poi, responsabile della sezione Gran Formato della rivista spagnola Diseño Interior.
"I suoi reportages, intesi come un racconto più che un insieme di immagini separate, hanno come obiettivo trasmettere all'osservatore una complessa gamma di emozioni, esperienze e riflessioni, offrendo una visione del progetto esaustiva e sfaccettata. Ciononostante lo scopo principale della sua ricerca visuale è quello di ispirare e stimolare lo spettatore più che trasmettere informazioni oggettive sull'intervento ritratto".

## Pubblicazioni
- Rafael Moneo - International Portfolio 1985-2012. Photography by Duccio Magamba, Stuttgart, Edition Axel Menges, 2013, ISBN 978-3-936681-56-7.

- Álvaro Siza: Museu Serralves Porto. Museum Building Guides. Photographic Essay by Duccio Magamba, Barcelona, Ediciones Polígrafa, 2011, ISBN 978-84-343-1283-8.
- Akiko Okatsuka, Photography / Inspiration – Readings of Architectural Inspiration Through Photographs, in A+U (Architecture & Urbanism), n. 460, 2009.
- Jordi Ludevid, Fotografia D’Arquitectura: Duccio Malagamba, in INDE Informació i Debat, Collegi d’Arquitectes de Catalunya, n. 5/08, 2008.
- Nelda Rodger, Give Us Your Best Shot: Ake E:son Lindman, Duccio Malagamba, Cristobal Palma, Edmund Sumner, Nic Lehoux, in AZURE, n. 174, 2007.
- Carlos Arenas, Duccio Malagamba. Arquitectura Espectáculo, in Salir Salir Urban, n. 64, 2006.
- Robert Elwall, Building with Light. The international History of Architectural Photography, London, Merrell, 2004, ISBN 978-1-85894-215-5.
- Maria Letizia Gagliardi, La Misura dello Spazio. Fotografia e Architettura: Conversazioni con i Protagonisti, Rome, Contrasto, 2004, ISBN 978-88-6965-224-0.
- Through the Lens. International Architectural Photographers, Victoria (Australia), Images Publishing, 2002, ISBN 978-1-876907-26-6.
- Alvaro Siza (Archipockets), Te Neues, 2002, ISBN 978-3-8238-5580-4.
- Jorge Pinto Guedes, Fotografia de Arquitectura, in Arte Fotográfica, n. 24, 2002.
- Jordi Ambrós, Fotografía de Arquitectura. Duccio Malagamba: Alguien teme al fotógrafo de arquitectura?, in ON Diseño, n. 209, 1999.
- Wilfried Dechau, Architektur Abbilden, Stuttgart, Deutsche Verlags-Anstalt, 1995, ISBN 978-3-421-03092-4.
- Wilfried Dechau, Architekturfotografie. Duccio Malagamba, in Deutsche Bauzeitung, n. 129, 1995.